# David J. Thouless
David James Thouless (n. 21 septembrie 1934, Bearsden⁠(d), Scoția, Regatul Unit – d. 6 aprilie 2019, Cambridge, Anglia, Regatul Unit) a fost un fizician specializat în studiul materiei condensate, laureat al Premiului Nobel pentru Fizică 2016, împreună cu Duncan Haldane și John M. Kosterlitz.